# Eilfried Huth

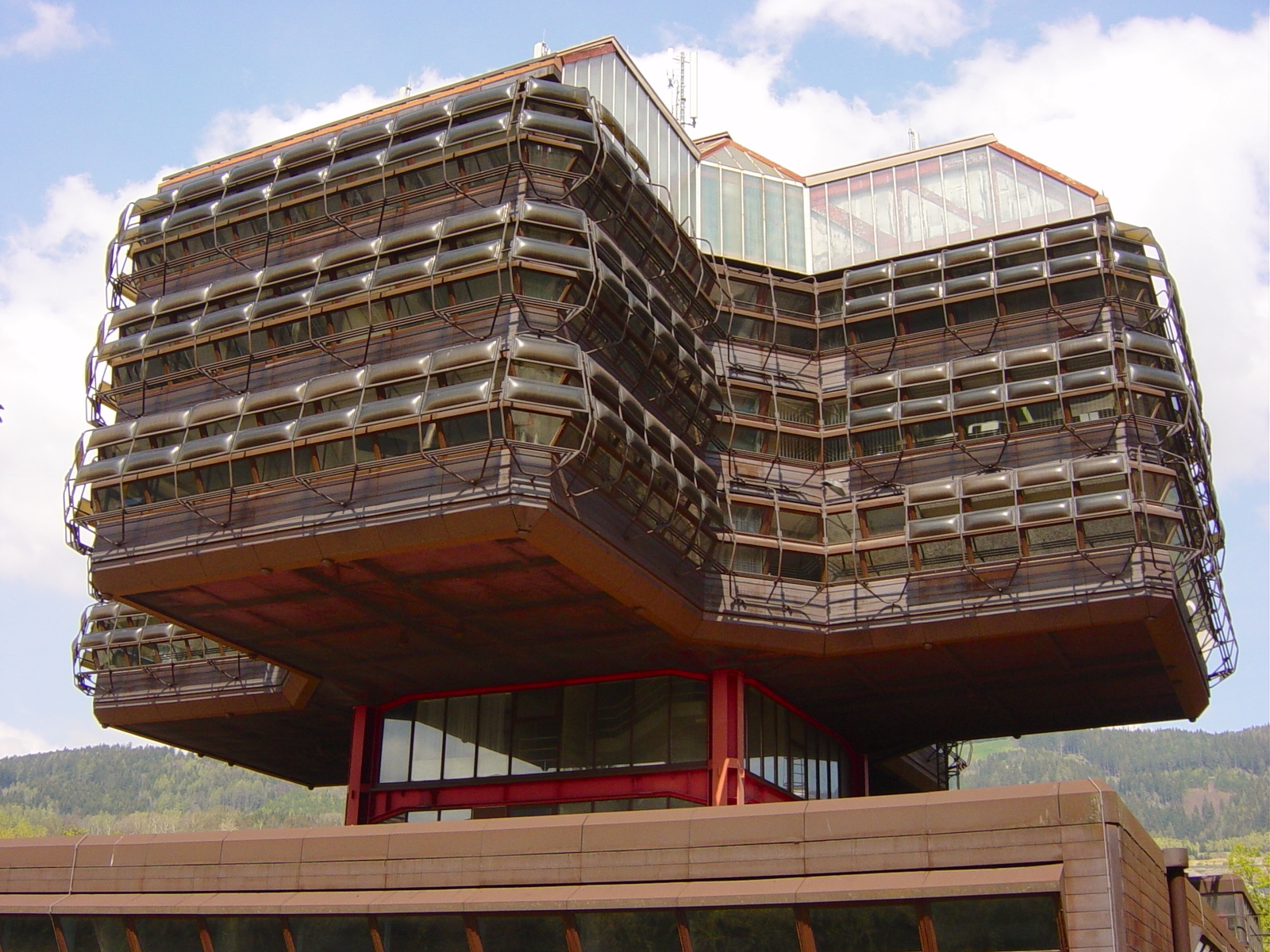
Forschungs- und Rechenzentrum (FRZ) der VÖEST Alpine Montangesellschaft, Leoben; das Bild zeigt den Zustand von 2004, vor dem Umbau

Eilfried Huth (* 1. Dezember 1930 in Pengalengan, Indonesien) ist ein österreichischer Architekt, der in Graz lebt und arbeitet. Eilfried Huth ist vor allem bekannt für partizipative Wohnbauprojekte, bei denen die zukünftigen Bewohner der Wohnsiedlungen in den Planungsprozess mit einbezogen wurden.

## Leben
Huth besuchte drei Jahre lang die Nationalpolitische Erziehungsanstalt Sponheim, die im Stift St. Paul im Lavanttal untergebracht war. Er studierte von 1950 bis 1956 an der TU Graz. Nach dem Hochschulabschluss war er bis 1962 Mitarbeiter des Architekten Emmerich Donau. Von 1962 bis 1975 arbeiteten Eilfried Huth und Günther Domenig als Team gemeinsam, mit Büros in Graz und in München. Mitarbeiter von Huth, die zahlreiche Projekte betreuten, waren Herbert Altenbacher, Armin Royer und Manfred Brogyanyi. Ebenfalls Mitarbeiter von Huth war der Architekt Volker Giencke. Von 1971 bis 1972 hatte Huth eine Gastprofessur an der Gesamthochschule Kassel inne, 1985 bis 2005 war er Professor für Entwurf und Gebäudelehre an der Universität der Künste Berlin (UdK) – bis 2001: Hochschule der Künste (HdK). Mitarbeiter in der Lehre an der UdK waren unter anderem Juliane Zach und Jesko Fezer.

## Werk

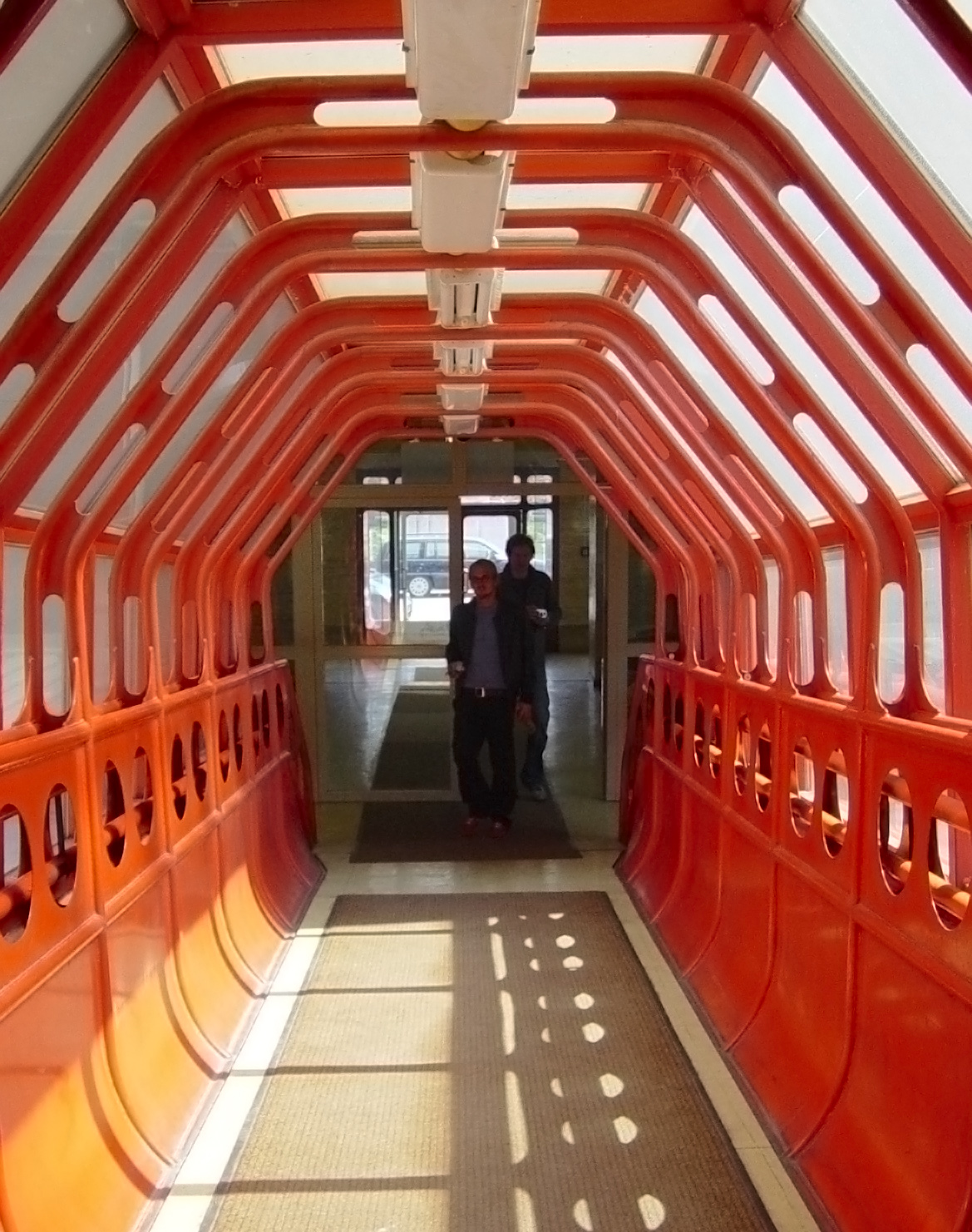
FRZ Leoben, Übergang zum Altbau

Die ersten Bauten von Eilfried Huth sind typische Bauten für den sachlichen Funktionalismus der späten 1950er Jahre. Die jeweiligen Bauherren für das Schulgebäude in Leoben (1956–1958) und das Bürohochhaus in Zeltweg (1957–1960) stammen aus dem Bereich des Bergbaus. Bis 1968 plante Huth weitere Bauten in Leoben und Zeltweg.
Nach einer Phase des sachlichen Funktionalismus wandte sich Huth dem Strukturalismus und Brutalismus zu. Gemeinsam mit Günther Domenig entwarf er Sichtbeton-Bauten, die zu den herausragenden Beispielen des Brutalismus in Österreich gehören. Sowohl die Pädagogische Akademie Graz als auch die Pfarrkirche Oberwart entstanden im Auftrag der katholischen Kirche. Das Forschungs- und Rechenzentrum (FRZ) der VÖEST Alpine Montangesellschaft in Leoben gehört zur Architektur des Strukturalismus. Die Außenhülle des Baus gestaltete Huth mit dem damals neuen Fassadenmaterial Cortenstahl. Ein vielbeachteter Entwurf aus dieser Phase ist das visionäre und nicht realisierbare Projekt Stadt Ragnitz. Hier entwarfen Huth und Domenig eine Megastruktur, die Ähnlichkeit zu den Projekten der sogenannten Metabolisten und den Projekten von Archigram besitzt. Zu Beginn der 1970er Jahre entwarfen Huth und Domenig zunehmend Pop-Art-Architektur. Ihre temporären Bauten für die Olympischen Spiele in München waren farbenfroh und besaßen die für Pop Art typischen abgerundeten Ecken und verspielte Geometrien. Der Mehrzwecksaal des Instituts der Schulschwestern zu Graz erinnert an einen Schildkrötenpanzer und gehört somit in den Bereich der organischen Architektur. Der Stil von Huth und Domenig vereint Aspekte aller voran genannten Architekturströmungen: Strukturalismus, Brutalismus, Metabolismus, Pop-Art- und organische Architektur. Heute wird diese Art der Architektur auch als Grazer Schule bezeichnet.
Eilfried Huths Werk nach 1972 ist vor allem durch partizipative Planungsprozesse geprägt. Huth spezialisierte sich auf die Planung von Wohnsiedlungen, bei denen die zukünftigen Bewohner in die jeweiligen Planungsvorgänge mit einbezogen wurden. Die Wohnsiedlungen entstanden teilweise als Selbstbau-Projekte, bei denen die Bewohner nicht nur bei der Planung, sondern auch bei Bau involviert waren. Huth gilt als „Papst der Partizipation“. Die partizipativ geplanten Projekte sind die Eschensiedlung in Deutschlandsberg (1972–1992), die Siedlung Gerlitz-Gründe in Graz-Puntigam (1976–1984), eine Wohnbebauung in der Karl-Hubmann-Straße in Deutschlandsberg (1977–1982), eine Wohnsiedlung in Kaindorf an der Sulm (1977–1981), die Kloepfer-Siedlung in Bärnbach (1979–1983), eine Wohnanlage in Graz-Thal (1979–1983), eine Wohnsiedlung in Rosental an der Kainach (1980–1983), eine Wohnbebauung in Bärnbach (1981–1988), eine Wohnanlage in Voitsberg (1982–1985), eine Wohnanlage Graz-Algersdorf (1982–1985) sowie die Wohnanlage Ragnitz III in Graz-Ragnitz (1986–1992). Der Stil der von Huth geplanten Wohnsiedlungen steht im starken Kontrast zu den Projekten, die er gemeinsam mit Domenig plante. Anders als zuvor orientierten sich Huths spätere Projekte sehr stark an den ästhetischen Vorstellungen und Vorlieben der Nutzer. Anstatt ästhetischer Avantgarde entwarf Huth nun zurückhaltend und geradezu konservativ. Die Häuser der Wohnsiedlung Gerlitz-Gründe am Leopoldsgrund besitzen heimelige Mansarddächer. Bei den nicht-partizipativ geplanten Projekten der 1970er und 1980er Jahre entwarf Huth weiterhin im Stil der Grazer Schule. Die Betriebsgebäude des Plabutschtunnels in Raach knüpfen ästhetisch an den Mehrzwecksaal des Instituts der Schulschwestern an.

## Rezeption
Vom 23. September 2017 bis 28. Januar 2018 wurde im Kunsthaus Graz die Ausstellung „Graz Architektur. Rationalisten, Ästheten, Magengrubenarchitekten, Demokraten, Mediakraten“, kuratiert von Barbara Steiner, gezeigt. Julia Gaisbacher hat sich in ihrem Beitrag „My Dreamhouse is not a House (Part I)“ mit Eilfried Huths Wohnprojekt Eschensiedlung in Deutschlandsberg (AT) beschäftigt. Die Eschensiedlung ist eines der ersten öffentlich geförderten partizipativen sozialen Wohnbauprojekte Österreichs.
Am 22. August 2019 wurde die Ausstellung „Mein Traumhaus sind Luftschlösser“ von Julia Gaisbacher über sein Werk, insbesondere die Siedlung Gerlitz-Gründe, Graz-Puntigam im Forum Stadtpark eröffnet, die von Veranstaltungen begleitet wird. Huth ist seit Langem Mitglied des Forum Stadtpark.

## Preise und Ehrungen
- 1967: Österreichischer Bauherrenpreis 1967 für die Katholisch-Pädagogische Akademie Graz, zusammen mit Günther Domenig
- 1969: Grand Prix International d'Urbanisme et d'Architecture Cannes, zusammen mit Günther Domenig
- 1975: Europäischer Stahlbaupreis
- 2024: Ehrendoktor der Technischen Universität Graz[8]

## Bauten und Projekte

### Als Mitarbeiter von Emmerich Donau

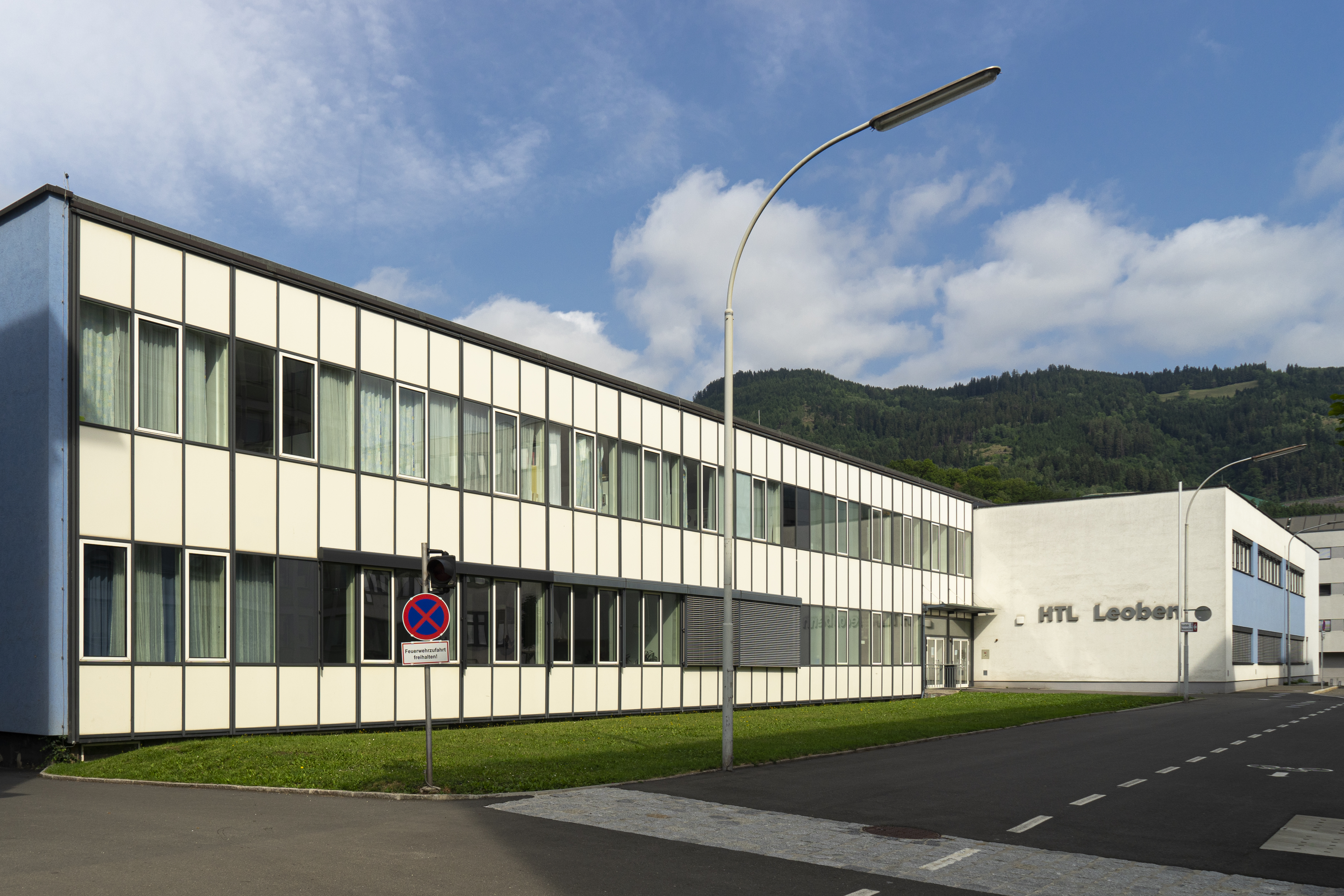
HTL Leoben

- 1956–1958: Berg- und Hüttenschule, heute HTL Leoben, Max-Tendler-Straße 3 in Leoben[9]
- 1957–1960: Bürohochhaus der ÖAMG in Zeltweg[9]
- 1957–1960: Wohn- und Geschäftshaus Murdampfer am Mareckkai, Waasenstraße 1 in Leoben
- 1962: Bergbauausstellung Leoben

### Selbständig

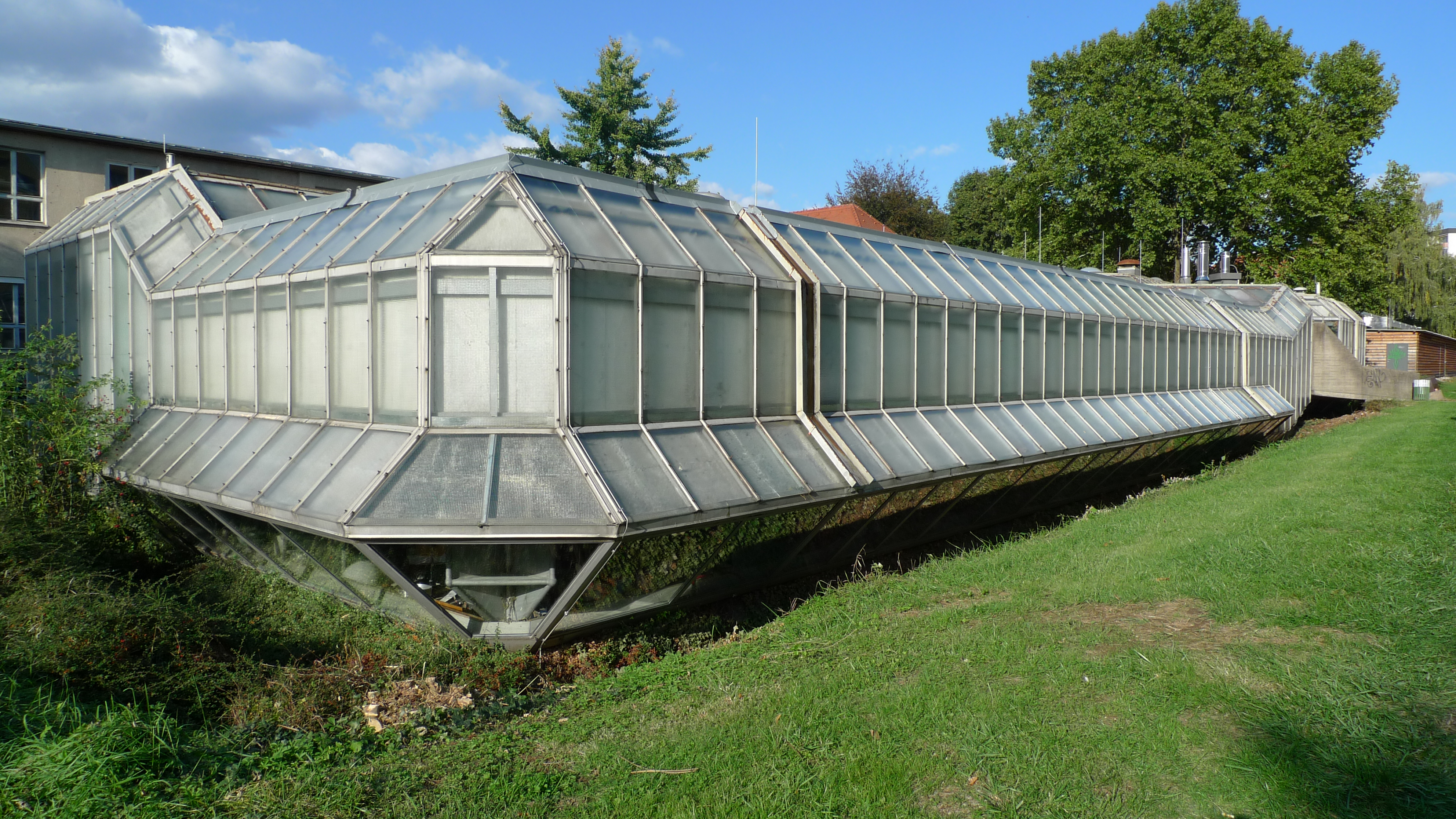
Jugendzentrum der Handelskammer der Steiermark, Hans-Brandstetter-Gasse Graz

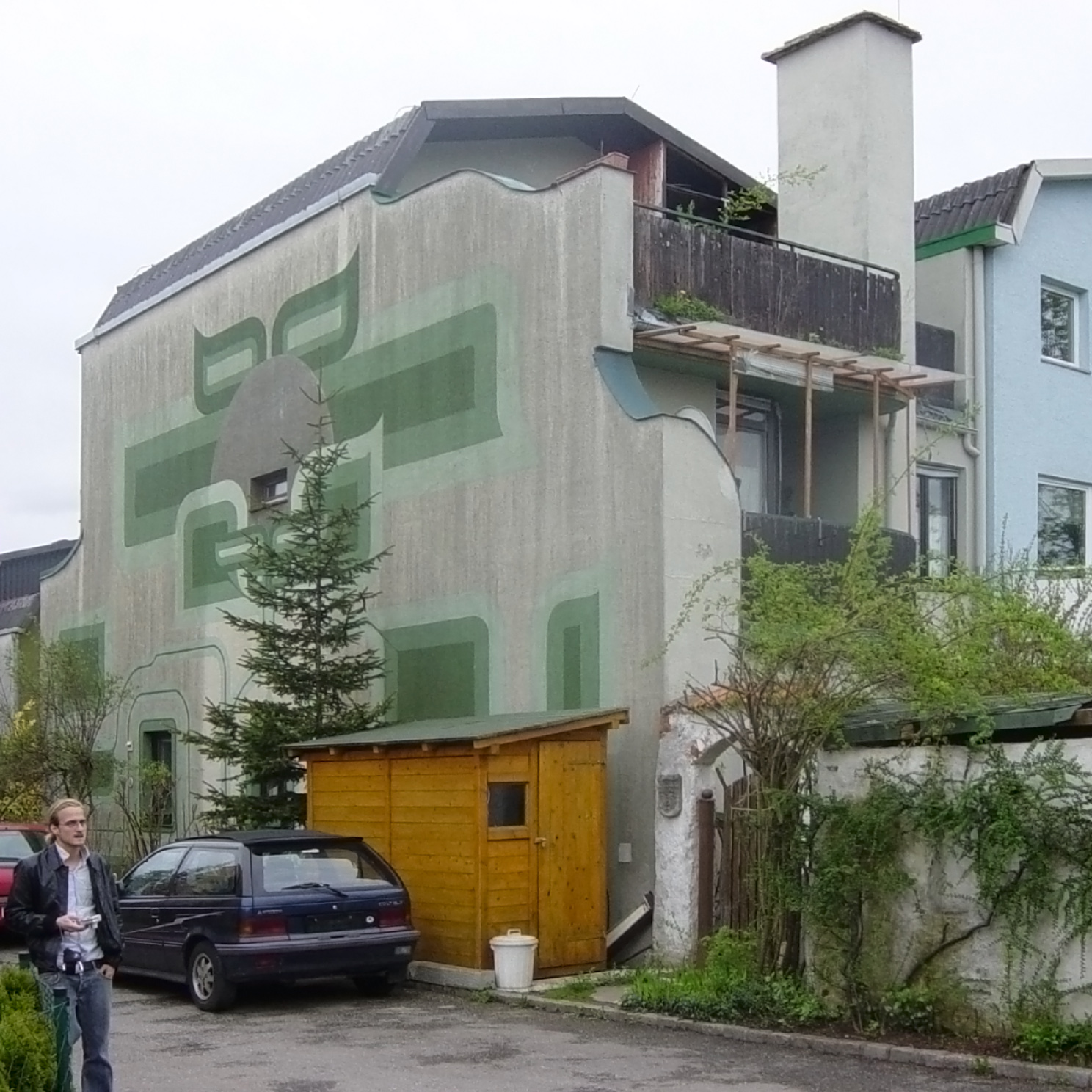
Siedlung Gerlitz-Gründe, am Leopoldsgrund, Graz-Puntigam

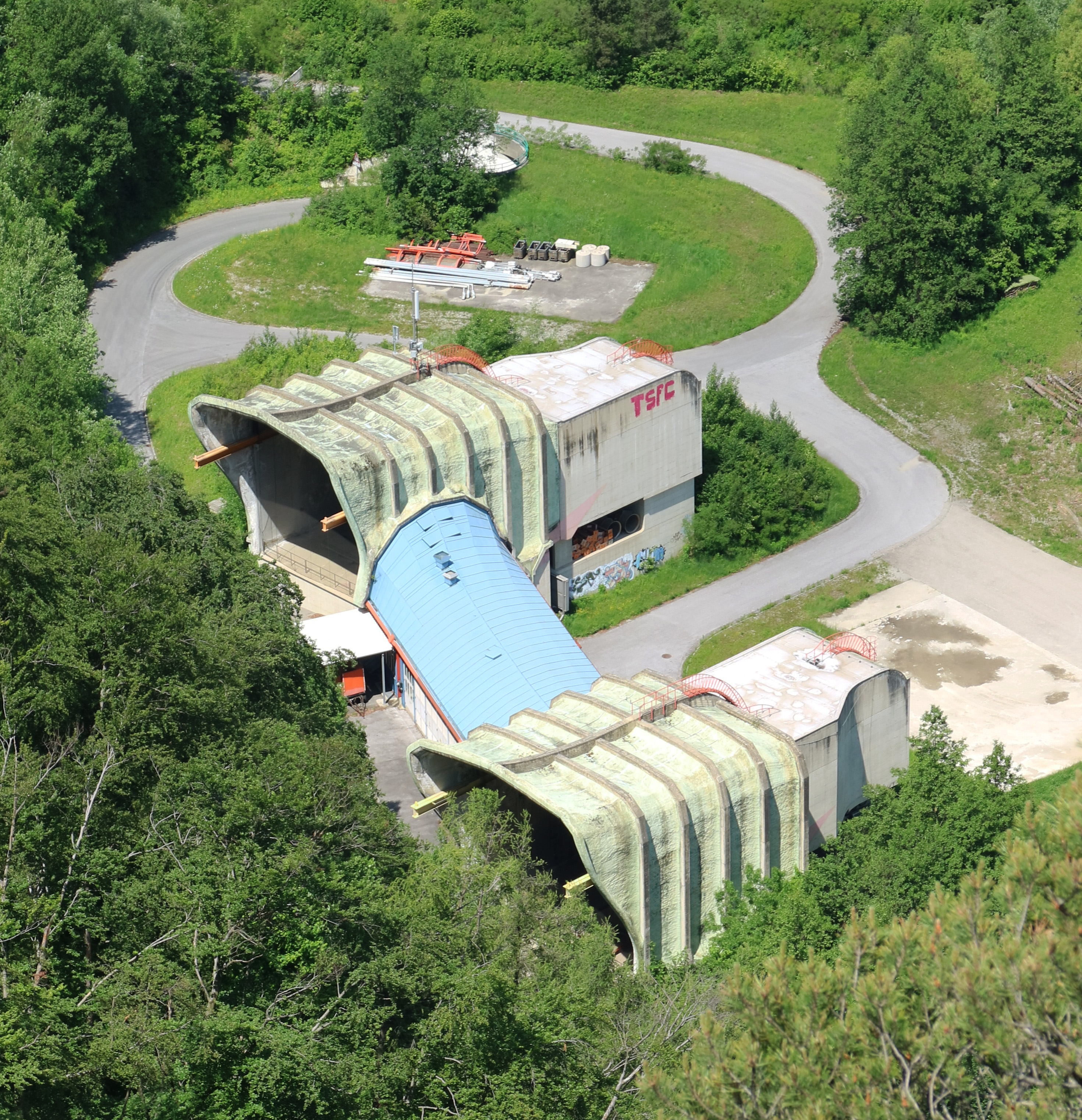
Lüftungs- und Betriebsgebäude am Plabutschtunnel

- 1961–1964: Umbau Wohn- und Geschäftshaus Mayrhuber in Eisenerz (Steiermark)
- 1962–1964: Wohnsiedlung Neu-Fisching bei Zeltweg (Partizipationsprojekt)
- 1962–1964: Umbau der Meierei Gut Murstätten in Lebring
- 1962–1965: Werksschule in Zeltweg
- 1963–1965: Einfamilienhaus Völkl in Krieglach
- 1965: Zentrales Heizhaus und Lokschuppen auf dem ÖMAG-Werksgelände in Zeltweg
- 1967–1968: Ferienheim des ÖAAB in Ratten
- 1968: Hochregal-Ersatzteillager ÖMAG-Werksgelände in Zeltweg
- 1968–1973: FRZ – Forschungs- und Rechenzentrum der VÖEST Alpine Montangesellschaft (heute Zentrum für Kunststofftechnik) Otto-Glöckel-Straße 2, Leoben[10]
- 1969: Gestaltung der Hauskapelle der Privaten Pädagogischen Hochschule Augustinum in Graz
- 1970–1973: Zentrales Magazingebäude/Hochregallager in Krieglach
- 1971–1973: Jugendzentrum der Handelskammer der Steiermark, Hans-Brandstetter-Gasse in Graz
- 1972–1992: Eschensiedlung, Unterlaufenegger Straße in Deutschlandsberg (Forschungsauftrag, Partizipationsprojekt)
- 1974: Seniorenwohnheim Sternhaus, Wildbacher Straße/Flurweg in Deutschlandsberg
- 1975–1978: Altbausanierungen 4 Häuser, Wurmbrandgrasse in Graz
- 1976: Einfamilienhaus Keckstein in Graz[11]
- 1976–1984: Wohnmodell Graz, Siedlung Gerlitz-Gründe, Am Leopoldsgrund in Graz-Puntigam[12] (Partizipationsprojekt)
- 1977–1982: Wohnmodell BIG I, (BIG = Beteiligung im Geschoßbau), Karl-Hubmann-Straße in Deutschlandsberg (Partizipationsprojekt)
- 1977–1981: Wohnmodell Kaindorf, Wohnsiedlung in Kaindorf an der Sulm (Partizipationsprojekt)
- 1978: Wohnbebauung BIG II in Deutschlandsberg (nicht ausgeführt)
- 1978–1982: Einfamilienhaus Lackner, Röck W. 95 in Weinburg am Sassbach
- 1978–1979: Umbau mit Windfang und Treppenhaus, Sparkasse Hauptplatz 33 in Deutschlandsberg (Windfang zurückgebaut)
- 1979–1983: Wohnmodell Bärnbach, Kloepfer-Siedlung in Bärnbach (Partizipationsprojekt)
- 1979–1983: Wohnanlage Graz-Thal, 21 Reihenhäuser in Thal (Steiermark), (Partizipationsprojekt)
- 1980–1983: Wohnmodell Rosental, Wohnsiedlung in Rosental an der Kainach (Partizipationsprojekt)
- 1981–1982: Umbau Café Glockenspiel, Glockenspielplatz in Graz (zurückgebaut)
- 1981–1988: Wohnbebauung in Bärnbach (Partizipationsprojekt)
- 1982–1985: Wohnanlage in Voitsberg
- 1982–1985: Wohnanlage Graz-Algersdorf, Block A, Algersdorfer Straße 37 in Graz (Partizipationsprojekt)
- 1982–1987: Plabutschtunnel: Lüftungsbauten in Raach[13] und Warte in Webling
- 1982–1992: Umbau Peter-Tunner-Gebäude, Peter-Tunner-Straße/Erzherzog-Johann-Straße, Montanuniversität Leoben
- 1983–1986: Einfamilienhaus Vasiljevic, Kaiserwaldweg 1 in Graz
- 1986–1988: Dachausbau Familie Wolfsgruber in Graz
- 1986–1992: Wohnanlage Ragnitz III in Graz-Ragnitz
- 1986–1988: Einfamilienhaus Götschl in Hart bei Graz
- 1993–1996: Wohnbebauung SOLO X, Bahnhofstraße in Deutschlandsberg
- 1994–1995: Wohn-, Büro- und Geschäftshaus, Rosenkranzgasse in Graz-Gries
- 1996: Tunnelwarte in Wien-Freudenau
- 1997–1999: Büro und Lager Teerag-Asdag in Greinbach
- 2009–2010: Tunnelwarte Bosrucktunnel in Ardning bei Liezen

### Gemeinsam mit Günther Domenig, 1962–1975

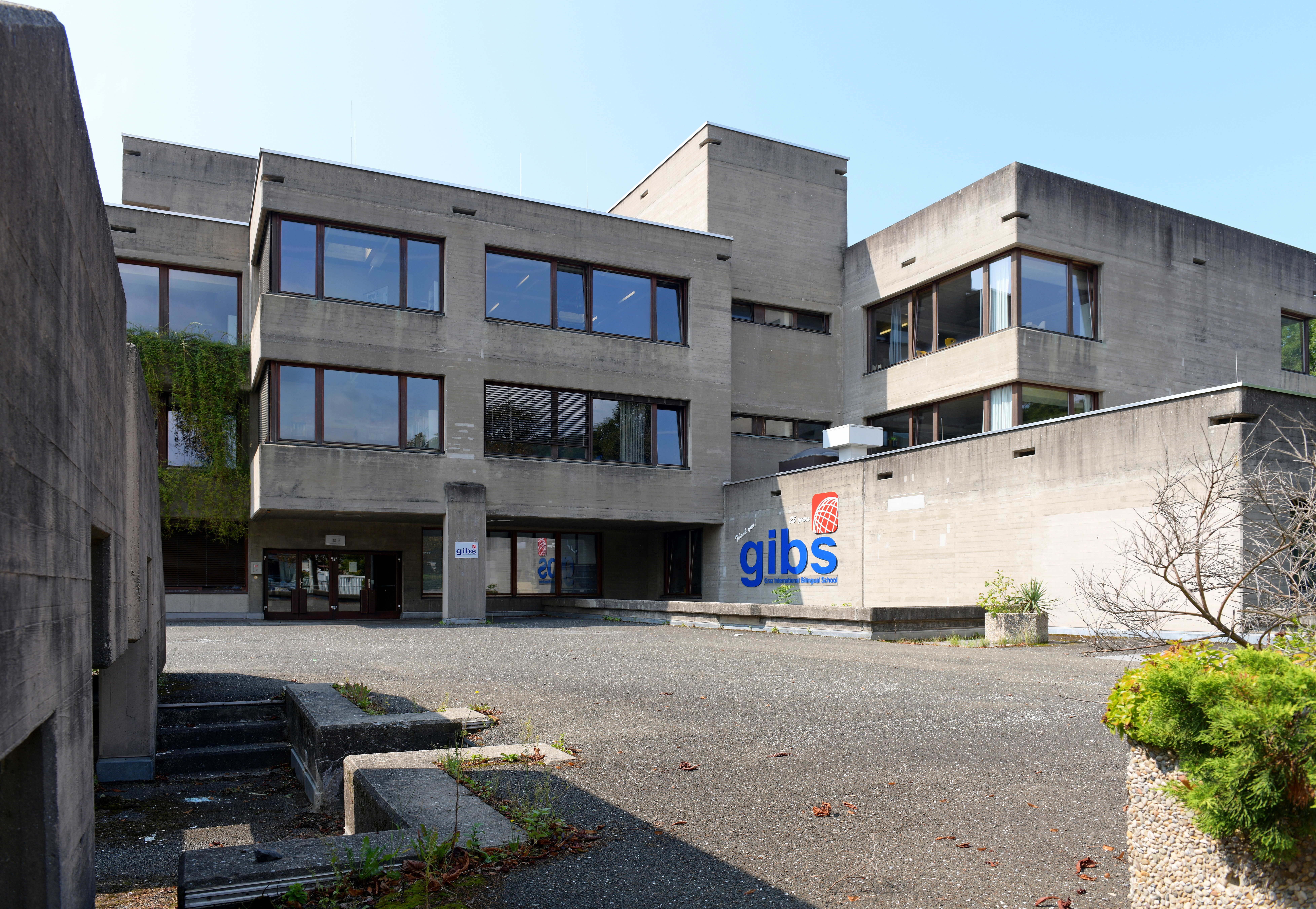
Katholisch-Pädagogische Akademie Graz, heute: Grazer internationale bilinguale Schule

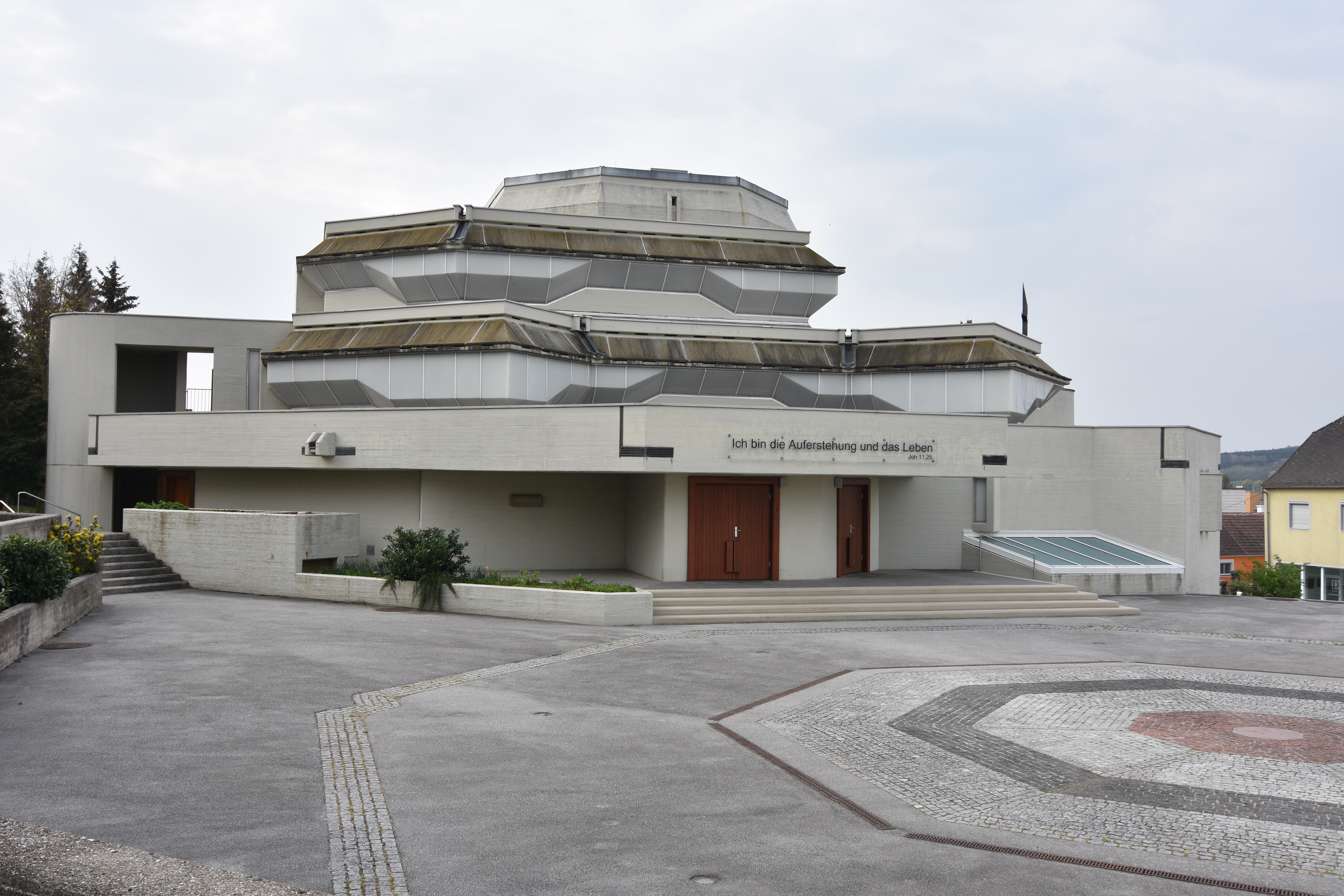
Katholische Pfarrkirche Oberwart

- 1962: Wettbewerbsentwurf Kirche St. Martin in Klagenfurt (nicht ausgeführt)
- 1964–1969 Katholisch-Pädagogische Akademie Graz in Graz Eggenberg, heute Graz International Bilingual School, Österreichischer Bauherrenpreis 1967
- 1965: Entwurf Zellflex in Zeltweg (nicht ausgeführt)
- 1965–1969: Stadt Ragnitz, nicht realisiert;[14] das rekonstruierte Modell befindet sich in der Sammlung des Centre Pompidou[15]
- 1966–1969: Katholische Pfarrkirche, Steinamangerer Straße 13 in Oberwart
- 1967: Temporäres Ausstellungshaus Trigon 67 – Kunstbiennale in Graz[16]
- 1967–1971: Umbau der Kirche der Schulschwesternkirche in Graz
- 1969–1970: Entwurf Medium Total – Utopieprojekt (nicht ausgeführt)[17]
- 1969–1974: Freibad in Leibnitz
- 1970–1972: Temporärer Pavillon in der Schwimmhalle auf dem Olympiagelände München
- 1970–1972: Restaurant Nord auf dem Olympiagelände München
- 1971: Entwurf Floraskin Marokko, gemeinsam mit Haus-Rucker-Co und Christo (nicht ausgeführt)[18]
- 1974: Workshop Baukultur, Steirische Akademie in Graz
- 1974: Wettbewerbsentwurf Universität Wien (nicht ausgeführt)[19]
- 1974–1979: Mehrzwecksaal des Instituts der Schulschwestern zu Graz[20]

## Publikationen
- mit Günther Domenig: Zum Wohnbau ... Domenig und Huth, Graz 1973, 303 Seiten.
- Varietät als Prinzip. Herausgegeben von Juliane Zach, Gebr. Mann, Berlin 1996, ISBN 978-3-7861-1709-4.
- lebenslang malen. Eilfried Huth. Gespräch von Eilfried Huth, Karl-Heinz Herper und Heidrun Primas, Epilog von Karl-Heinz Herper. Katalog, Ausstellung in der Galerie Blazek 2022, Herausgeber Steirische Kulturinitiative im Forum Stadtpark Verlag, Graz 2022, ISBN 978-3-901109-79-9.
- My Dreamhouse is not a House. Julia Gaisbacher. Hardcover. The Velvet Cell, Berlin 2023, 160 Seiten, ISBN 978-1-908889-85-0.

## Film, Video
- My Dreamhouse is Daydreams. Julia Gaisbacher in Zusammenarbeit mit Ulrich A. Reiterer, 2019, HD 49 Min, Deutsch mit englischen Untertiteln. Vimeo-Video Mit: Eilfried Huth, Doris Pollet-Kammerlander, Irmfried Windbichler, Bewohnern der Gerlitzgründe
- Eilfried Huth wird 90. Architekturzentrum Wien. 3. Dezember 2020 YouTube-Video